# Гидрология Москвы

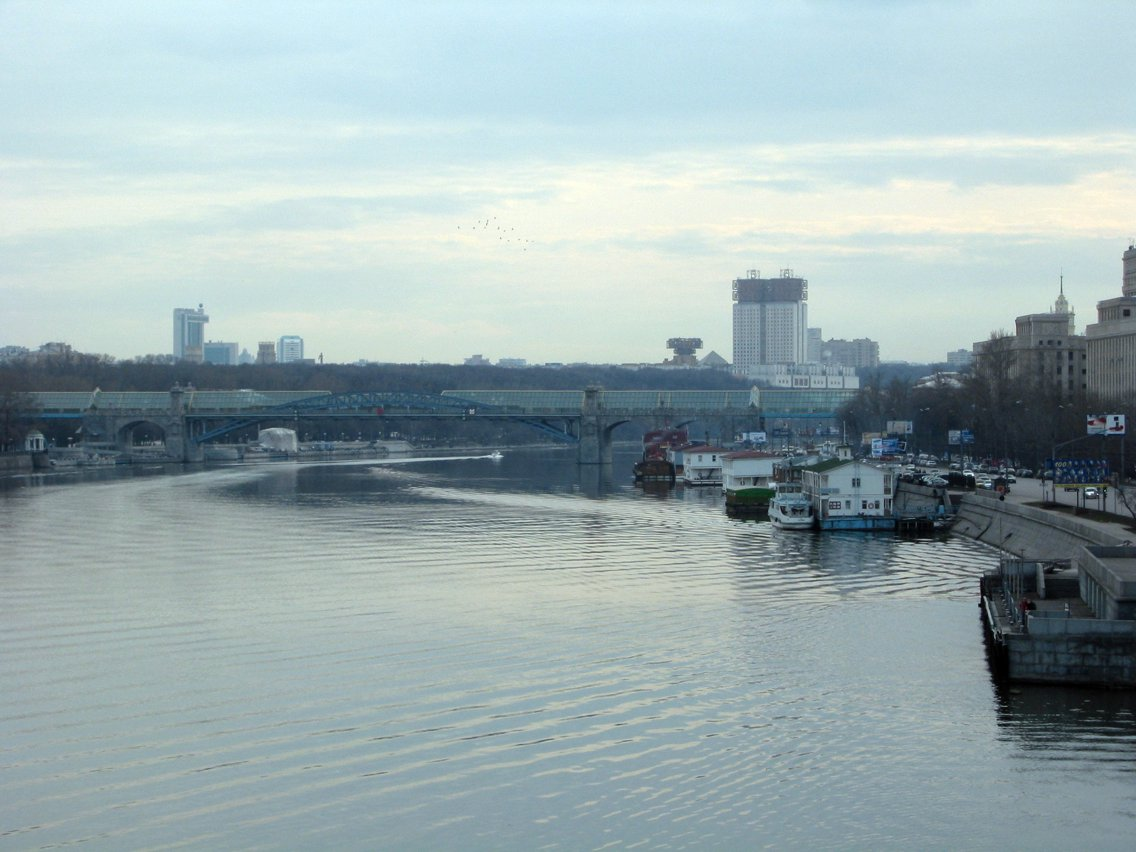
Москва-река

Основной водной артерией Москвы является Москва-река. Она входит в границы города в районе Тушина и вытекает из столицы в районе Капотни. Главные притоки реки в черте Москвы: Сходня, Химка, Сетунь, Раменка, Яуза (с притоками Ичкой, Чермянкой, Лихоборкой), Чура, Котловка и Городня. Из рек, заключенных в подземные конструкции, в реку Москву впадают Неглинная, Таракановка, Пресня, Филька, Нищенка, а также притоки реки Яузы: Каменка, Копытовка, Рыбинка, Хапиловка, Синичка, Чурилиха и др.
На реке Москве есть большие излучины. В основе трёх из них (Хорошеве, Карамышеве, Нагатине) вырыты выпрямляющие каналы, уменьшившие судоходный путь на 10 км. В 1886 году в центральной части Москвы был вырыт четырёхкилометровый Водоотводный канал. До 1937 года выше Большого Каменного моста находилась Бабьегородская плотина. Некоторый объём воды поступает в реку Москву через шлюзы судоходного канала, входящего в реку рядом с устьем реки Химки.
До сооружения каскада регулирующих водохранилищ Москва часто страдала от наводнений. Самое масштабное наводнение имело место в 1908 году, когда уровень воды повысился на 9 метров, затопило Дорогомилово, Лужники и часть Замоскворечья (в общей сложности 2600 га). Были повреждены 2500 домов, несколько человек погибло.
Самые значительные изменения в гидрологии были в долине реки Москвы. Недостаток водных запасов стал поводом для постройки системы водохранилищ, благодаря чему уменьшилась частота неконтролируемых разливов. Для обводнения реки Москвы был сооружён канал имени Москвы.
В XVIII веке в Москве было примерно 850 прудов и озёр. В процессе разрастания города ряд озёр, прудов и болот был осушен. Некоторые озёра стали прудами — в парках Краснопресненском, Лефортовском и ЦПКиО им. Горького, рядом с Новодевичьим монастырём. В общей сложности в Москве приблизительно 300 прудов, из них самые большие: Царицынские, Борисовские, Джамгаровский, Лебедянский, Серебряно-Виноградный и т. д.
Для устранения недостатка водопотребления и контроля уровня воды в 1930-е годы в Подмосковье были построены первые водохранилища. На водоразделе рек Волги и Москвы построены: Пестовское, Икшинское, Пяловское, Учинское, Клязьминское и Химкинское водохранилища. Данные небольшие водохранилища созданы плотинами и сообщены участками канала. В 1970 году были наполнены Вазузское и Яузское водохранилища.
До конца XVIII века москвичи пользовались водой из рек, прудов и колодцев. Фабрики и заводы находились по берегам рек, промышленные отходы без очистки сбрасывались в те же самые водоёмы. Первая водопроводная система была построена в начале XIX века и подавала воду из Митино по каналу открытого типа самотечным способом. Часть воды вдоль канала самовольно забиралась для потребностей населения. Со временем система стала разрушаться, и в 1853 году вместо кирпичного открытого канала были проложены чугунные трубы.